# 戴比·苏珊托
戴比·苏珊托（1989年5月3日—），印尼女子羽毛球運動員，專長雙打項目，在2019年宣布退役。她曾與阿菲特·尤瑞斯·韦拉万合作赢得2007年世青賽混合雙打铜牌；其后与普拉文·乔丹合作在2014年亞運會夺得混合雙打铜牌；同时，她也是印尼國家羽毛球隊在2015年蘇迪曼盃奪季的主力成员。

## 簡歷

### 2007年-2012年 黃金大獎賽夺冠
2007年10月，戴比·苏珊托代表印尼参加新西蘭奧克蘭举办的世界青年羽毛球錦標賽，夥拍阿菲特·尤瑞斯·韦拉万贏得混合雙打銅牌。
2009年6月，戴比·苏珊托与穆罕默德·雷扎出战菲律賓羽毛球黃金大獎賽，在混双準决赛不敌中国组合。
2010年6月，戴比·苏珊托与穆罕默德·雷扎出战印度羽毛球黃金大獎賽，在混双準决赛以0比2（7-21、10-21）不敌赛会头号种子、印度的瓦利亚维蒂尔·迪柱/瓦拉·古塔。
2011年4月，戴比·苏珊托与穆罕默德·雷扎出战印度羽毛球超級賽，在混双準决赛以0比2（17-21、9-21）不敌赛会4号种子、队友的通托维·艾哈迈德/利利亚纳·纳西尔，这也是俩人首次打进超级系列赛的最好佳绩。同年11月，她与穆罕默德·雷扎出战澳門羽毛球黃金大獎賽，在混双準决赛以0比2（21-18、14-21、14-21）不敌赛会2号种子、中華台北的陳宏麟/程文欣。同年12月，她与穆罕默德·雷扎出战印度羽毛球黃金大獎賽，在混双决赛以1比2（21-16、18-21、11-21）不敌赛会头号种子、泰国的戍革·普拉帕卡莫/莎拉丽·桑松卡姆，赢得亚军。
2012年9月，戴比·苏珊托与穆罕默德·雷扎出战印尼羽毛球黃金大獎賽，在混双决赛以0比2（19-21、14-21）不敌赛会头号种子、队友的通托维·艾哈迈德/利利亚纳·纳西尔，赢得亚军。同年10月，她与穆罕默德·雷扎出战中華台北羽毛球黃金大獎賽，在混双决赛以2比0（21-14、21-14）力克香港的李晉熙/周凱華，夺得其首个国际赛的冠军。同年11月，她与穆罕默德·雷扎出战澳門羽毛球黃金大獎賽，在混双决赛以1比2（16-21、21-14、16-21）不敌赛会头号种子、队友的通托维·艾哈迈德/利利亚纳·纳西尔，赢得亚军。

### 2013年-2015年 东南亚運動會混双捡金
2013年8月，戴比·苏珊托參加中國廣州舉行的世界羽毛球錦標賽，與穆罕默德·雷扎以6號種子身分出戰混合雙打項目。他們首圈輪空，第二圈先以2比1力克日本組合晉級；第三圈面對中華台北組合陳宏麟、程文欣，亦以2比0（21-13、21-13）勝出；但至半準決賽，他們卻以0比2（9-21、15-21）負於韓國的申白喆/嚴惠媛，8強止步。随后10月，她与穆罕默德·雷扎出战荷蘭羽毛球大獎賽，在混双决赛以0比2（19-21、23-25）不敌赛会2号种子、新加坡的丹尼·巴瓦·克里斯南塔/梁语嫣。
2015年1月，戴比·苏珊托与普拉文·乔丹出战馬來西亞羽毛球大師賽，在混双决赛以0比2（18-21、18-21）不敌赛会头号种子、丹麦强档的约金·费舍尔·尼尔森/克里斯汀娜·彼德森，赢得亚军。同年3月，她与普拉文·乔丹出战印度羽毛球超級賽，在混双準决赛以0比2（16-21、14-21）不敌赛会头号种子、丹麦强档的约金·费舍尔·尼尔森/克里斯汀娜·彼德森。同年6月，她代表印尼参加新加坡举办的東南亞運動會羽毛球比賽，在率先进行的女子团体，印尼女队赢得了铜牌；而与普拉文·乔丹的混双决赛以2比1（18-21、21-13、25-23）力克马来西亚的陳炳順/吳柳螢，赢得东运会混合双打金牌。同年7月，她与普拉文·乔丹出战中華台北羽毛球黃金大獎賽，在混双準决赛以0比2（20-22、15-21）不敌赛会7号种子、韩国强档的高成炫/金荷娜，赢得亚军。同年8月，她參加印尼雅加达舉行的世界羽毛球錦標賽，她和普拉文·乔丹出戰混合双打項目。她與普拉文·乔丹以11號種子身分出戰，故在首圈輪空；但在次圈以2比0（21-9、21-12）轻取澳大利亚的罗宾·米德尔顿 /周玉蓮。在第三圈，激战三局以2-1（22-20、19-21、23-21）擊敗赛会5號種子丹麦的约金·费舍尔·尼尔森 /克里斯汀娜·彼德森。八强中，以0-2（13-21、14-21）不敌赛会1號種子中国的张楠/赵芸蕾，八强止步。同年9月，她与普拉文·乔丹出战泰國羽毛球黃金大獎賽，在混双决赛以1比2（19-21、21-17、16-21）不敌韩国新组合的催率圭/嚴惠媛，赢得亚军。同年10月，她与普拉文·乔丹出战法國羽毛球超級賽，在混双决赛以1比2（10-21、21-15、19-21）不敌赛会7号种子、韩国强档的高成炫/金荷娜，赢得亚军。同年12月，她与普拉文·乔丹出战印尼羽毛球大師賽，在混双决赛以0比2（18-21、13-21）不敌赛会头号种子、队友的通托维·艾哈迈德/利利亚纳·纳西尔，赢得亚军。同期12月，她与普拉文·乔丹出战世界羽聯超級系列賽總決賽，在小组赛以第二出线；但在準決賽以0比2（17-21、20-22）不敌英格兰夫妻档的克里斯·爱德考克/加布里·爱德考克。

### 2016年-2017年 超級賽及首要超級賽夺冠
2016年1月，戴比·苏珊托与普拉文·乔丹出战印度羽毛球黃金大獎賽，在混双决赛以2比1（23-25、21-9、21-16）力克泰国的德差蓬·保乌拉努科/沙西丽·德拉达那猜，赢得开门红。同年3月，她与普拉文·乔丹出战全英羽毛球首要超級賽，在混双决赛以2比0（21-12、21-17）击败了赛会5号种子、丹麦强档的约金·费舍尔·尼尔森/克里斯汀娜·彼德森，首次捧起全英赛的冠军。随后8月，她代表印尼出戰巴西里約熱內盧舉行的奥林匹克运动会羽毛球比賽混合双打項目，與普拉文·乔丹以7號種子身分出戰。在小組賽階段先後擊敗中国香港的李晉熙/周凱華和德国的麦克·福克斯/比尔吉德·迈克斯，但在小组赛中曾先输给了中國的张楠/赵芸蕾，最终还是以赛7號種子和小组次名晉級八强。半準決賽，戴比·苏珊托和普拉文·乔丹面对前辈印尼的通托维·艾哈迈德/利利亚纳·纳西尔，以0比2（16-21、11-21）不敌队友。同年11月，她与普拉文·乔丹出战香港羽毛球超級賽，在混双决赛以0比2（19-21、17-21）不敌赛会7号种子、队友的通托维·艾哈迈德/利利亚纳·纳西尔，赢得亚军。同年12月，她与普拉文·乔丹出战世界羽聯超級系列賽總決賽，在小组赛以头名出线；但在四强以1比2（19-21、21-17、9-21）不敌英格兰夫妻档的克里斯·爱德考克/加布里·爱德考克。
2017年3月，戴比·苏珊托与普拉文·乔丹出战瑞士羽毛球黃金大獎賽，在混双决赛以0比2（18-21、15-21）不敌赛会3号种子、泰国强档的德差蓬·保乌拉努科/沙西丽·德拉达那猜，赢得亚军。

### 2019年 宣布退役
29歲的戴比·苏珊托宣布在1月舉行的印尼大師賽後正式退役。

## 主要比賽成績
只列出曾進入準決賽的國際賽事成績：
| 年份   | 賽事                     | 公開賽級別 | 項目     | 搭檔                     | 成績   |
| ------ | ------------------------ | ---------- | -------- | ------------------------ | ------ |
| 2009年 | 越南羽毛球國際挑戰賽     | 國際挑戰賽 | 女子雙打 | 皮娅·泽巴迪娅·贝尔纳德特 | 冠軍   |
| 2009年 | 越南羽毛球國際挑戰賽     | 國際挑戰賽 | 混合雙打 | 穆罕默德·雷扎            | 準決賽 |
| 2009年 | 菲律賓羽毛球黃金大獎賽   | 黃金大獎賽 | 混合雙打 | 穆罕默德·雷扎            | 準決賽 |
| 2010年 | 印度羽毛球黃金大獎賽     | 黃金大獎賽 | 混合雙打 | 穆罕默德·雷扎            | 準決賽 |
| 2011年 | 印度羽毛球超級賽         | 超級賽     | 混合雙打 | 穆罕默德·雷扎            | 準決賽 |
| 2011年 | 澳門羽毛球黃金大獎賽     | 黃金大獎賽 | 混合雙打 | 穆罕默德·雷扎            | 準決賽 |
| 2011年 | 印度羽毛球黃金大獎賽     | 黃金大獎賽 | 混合雙打 | 穆罕默德·雷扎            | 亞軍   |
| 2012年 | 印尼羽毛球黃金大獎賽     | 黃金大獎賽 | 混合雙打 | 穆罕默德·雷扎            | 亞軍   |
| 2012年 | 中華台北羽毛球黃金大獎賽 | 黃金大獎賽 | 混合雙打 | 穆罕默德·雷扎            | 冠軍   |
| 2012年 | 澳門羽毛球黃金大獎賽     | 黃金大獎賽 | 混合雙打 | 穆罕默德·雷扎            | 亞軍   |
| 2013年 | 全英羽毛球首要超級賽     | 首要超級賽 | 混合雙打 | 穆罕默德·雷扎            | 準決賽 |
| 2013年 | 荷蘭羽毛球大獎賽         | 大獎賽     | 混合雙打 | 穆罕默德·雷扎            | 亞軍   |
| 2014年 | 馬來西亞羽毛球黃金大獎賽 | 黃金大獎賽 | 混合雙打 | 普拉文·乔丹              | 亞軍   |
| 2014年 | 亞洲運動會羽毛球比賽     | 其他       | 混合雙打 | 普拉文·乔丹              | 銅牌   |
| 2015年 | 馬來西亞羽毛球大師賽     | 黃金大獎賽 | 混合雙打 | 普拉文·乔丹              | 亞軍   |
| 2015年 | 全英羽毛球首要超級賽     | 首要超級賽 | 混合雙打 | 普拉文·乔丹              | 準決賽 |
| 2015年 | 印度羽毛球超級賽         | 超級賽     | 混合雙打 | 普拉文·乔丹              | 準決賽 |
| 2015年 | 蘇迪曼盃                 | 其他       | 混合團體 | －                       | 季軍   |
| 2015年 | 東南亞運動會羽毛球比賽   | 其他       | 女子團體 | －                       | 銅牌   |
| 2015年 | 東南亞運動會羽毛球比賽   | 其他       | 混合雙打 | 普拉文·乔丹              | 金牌   |
| 2015年 | 中華台北羽毛球黃金大獎賽 | 黃金大獎賽 | 混合雙打 | 普拉文·乔丹              | 準決賽 |
| 2015年 | 泰國羽毛球黃金大獎賽     | 黃金大獎賽 | 混合雙打 | 普拉文·乔丹              | 亞軍   |
| 2015年 | 法國羽毛球超級賽         | 超級賽     | 混合雙打 | 普拉文·乔丹              | 亞軍   |
| 2015年 | 印尼羽毛球大師賽         | 黃金大獎賽 | 混合雙打 | 普拉文·乔丹              | 亞軍   |
| 2015年 | 世界羽聯超級系列賽總決賽 | 首要超級賽 | 混合雙打 | 普拉文·乔丹              | 準決賽 |
| 2016年 | 印度羽毛球黃金大獎賽     | 黃金大獎賽 | 混合雙打 | 普拉文·乔丹              | 冠軍   |
| 2016年 | 全英羽毛球首要超級賽     | 首要超級賽 | 混合雙打 | 普拉文·乔丹              | 冠軍   |
| 2016年 | 澳洲羽毛球超級賽         | 超級賽     | 混合雙打 | 普拉文·乔丹              | 準決賽 |
| 2016年 | 香港羽毛球超級賽         | 超級賽     | 混合雙打 | 普拉文·乔丹              | 亞軍   |
| 2016年 | 世界羽聯超級系列賽總決賽 | 首要超級賽 | 混合雙打 | 普拉文·乔丹              | 準決賽 |
| 2017年 | 瑞士羽毛球黃金大獎賽     | 黃金大獎賽 | 混合雙打 | 普拉文·乔丹              | 亞軍   |
| 2017年 | 澳洲羽毛球超級賽         | 超級賽     | 混合雙打 | 普拉文·乔丹              | 亞軍   |
| 2017年 | 韓國羽毛球超級賽         | 超級賽     | 混合雙打 | 普拉文·乔丹              | 冠軍   |
| 2017年 | 日本羽毛球超級賽         | 超級賽     | 混合雙打 | 普拉文·乔丹              | 準決賽 |
| 2018年 | 亞洲運動會羽毛球比賽     | 其他       | 女子團體 | －                       | 铜牌   |

| 2007-2017年 | 首要超級賽 | 超級賽 | 黃金大獎賽 | 大獎賽 | 國際挑戰賽 | 國際系列賽 | 未來系列賽 | 其他 |

| 2018-2026年 | 總決賽 | 超級1000賽 | 超級750賽 | 超級500賽 | 超級300賽 | 超級100賽 | 國際挑戰賽 | 國際系列賽 | 未來系列賽 | 其他 |

### 奧運會和世錦賽參賽紀錄
|          | 搭檔          | 2011 | 2012 | 2013 | 2014 | 2015 | 2016 | 2017 |
| -------- | ------------- | ---- | ---- | ---- | ---- | ---- | ---- | ---- |
| 混合雙打 | 穆罕默德·雷扎 | 48強 | －   | 8強  | －   | －   | －   | －   |
| 混合雙打 | 普拉文·乔丹   | －   | －   | －   | 8強  | 8強  | 8強  | 8強  |